# Torkel Persson
Torkel Persson (ur. 21 czerwca 1894 w Undersåker, zm. 6 sierpnia 1972 w Rönnöfors) – szwedzki biegacz narciarski, reprezentant klubu Östersunds SK, uczestnik Zimowych Igrzysk Olimpijskich 1924.
W biegu olimpijskim w Chamonix zajął dziewiątą pozycję na 18 kilometrów oraz piątą w biegu na 50 kilometrów.

## Osiągnięcia

### Igrzyska olimpijskie
| Igrzyska       | Data             | Konkurencja                      | Czas      | Miejsce | Strata | Zwycięzca     | Źródło |
| -------------- | ---------------- | -------------------------------- | --------- | ------- | ------ | ------------- | ------ |
| 1924, Chamonix | 30 stycznia 1924 | bieg na 50 km techniką klasyczną | 4:05:59   | 5.      | 20:27  | Thorleif Haug | [ 2 ]  |
| 1924, Chamonix | 2 lutego 1924    | bieg na 18 km techniką klasyczną | 1:19:10,4 | 8.      | 4:53,6 | Thorleif Haug | [ 3 ]  |